# 海军省

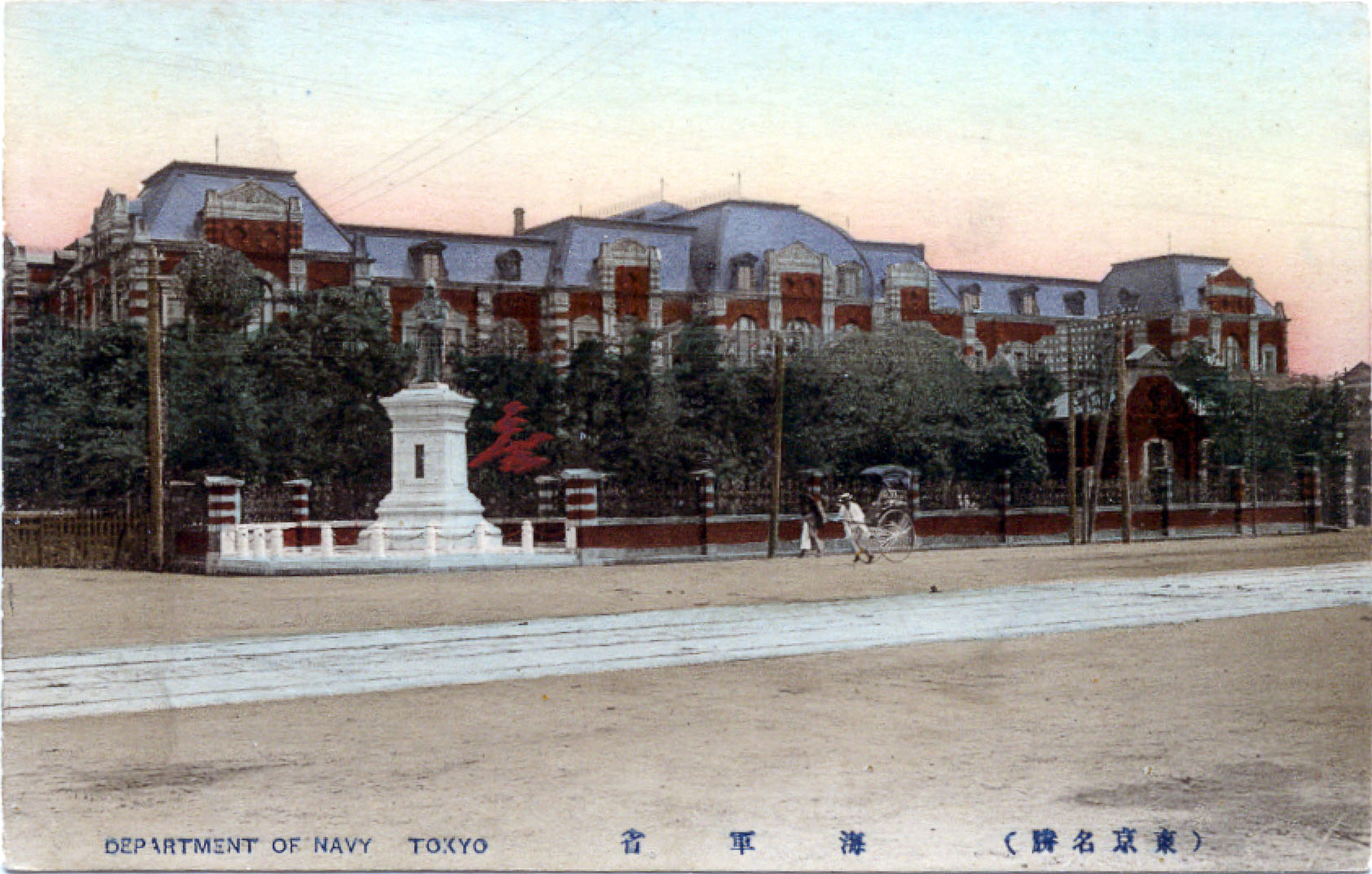
海軍省

海军省（日语：〔〕／）是1872年至1945年间主管大日本帝国海军事務的內閣部門，相當於各國海軍部。

## 沿革
1872年（明治5年）2月，海军省根据太政官第62号公告从兵部省独立出来。当时军政与军令并未明确分开。大日本帝国宪法实行后，军令由作为大日本帝国陆海军大元帅的天皇通过直属机构主管，海军省内主管军令的部分被参谋本部吸收，1893年（明治26年），设置了海军军令部作为海军的最高军令机关。海军省成为主管海军政策、军备、人事、教育等事务的机关，以军务局为中心。
海军省是日本内阁中的一个省，首长为由天皇任命的海军大臣。海军大臣的职责是海军的军政管理，不具有军令权，由现役的海军大将或中将担任。当逢國際海军裁军会议等事务，海军大臣需要长期离开国内时，设置由内阁总理大臣兼任的临时海军大臣。
1945年（昭和20年）11月30日，海军省根据第680号敕令而废除，改为第二復员省，處理舊海軍軍人的復員業務。第二復员省于1946年（昭和21年）6月被废除，與負責陸軍業務的第一復員省一同納入復員廳，原海军省的财产全部交由大藏省（现在的财务省）处理。海军省资料的一部分由防卫省和厚生劳动省继承。
海军省的建筑物在东京都千代田区霞关。由英國建築師约西亚·康德尔设计，于1894年完成。在二战中受到损坏。战后，至1985年完全被拆除。原址上现在为农林水产省本部办公楼（中央联合办公楼第1号馆）。

## 组织机构

### 内设机构
- 军务局，管理军备、服务、条约、礼仪等所有海军相关制度。
- 兵备局，1940年（昭和15年）11月15日设立。管理动员、战备、生产等战争执行计划。
- 军需局，1920年（大正9年）10月1日设立。管理装备研制、燃料、军需等。
- 人事局，1900年（明治33年）5月20日由海军大臣官房人事课扩张而来。管理军人和文职人员的人事和保障。
- 教育局，1923年（大正12年）4月1日由外设机构海軍教育本部缩编而来。管理海军军人的教育和对国民的宣传活动。
- 调度局（经理局），负责预算、决算的计划和执行，物资筹措，管理资金和贵重物品。
- 医务局，负责医疗研究和卫生管理。
- 法务局，负责维持海军军人的军纪，管理军法会议。

### 直属机构
直接隶属于海军大臣的机构。
- 海军将官会议
- 海军技术会议
- 海军舰政本部，1900年5月20日设立。管理舰船、兵器的开发、生产计划。
- 海军航空本部，1927年4月5日设立。管理航空器、航空技术的开发、生产、教育计划。
- 水路部，负责海图制作、海洋测量和海象气象天体的观测。
- 海军高等军法会议
- 海军东京军法会议
- 海军大学校
- 海军兵学校
- 海军机关学校（1944年废止）
- 海军経理学校
- 海军军医学校
- 潜水艇部
- 特攻部
- 电波本部，1944年4月20日由技术研究所扩张而来。负责雷达和无线电事务。
- 施设本部，1941年8月1日由内设机构建筑部扩张而来。负责海军设施的设计和工事事务。
- 化兵战部，即防化部。
- 运输本部，1943年6月25日由运输部扩张而来。
- 紧急战备促进部
- 船舶救难本部，1944年12月30日设立。负责沉没、损伤船只的补充、修理计划以及船员救难。
- 练习联合航空总队

## 历任长官

### 太政官政府时期
长官（海军卿）
| 姓名         | 就任时间        |
| ------------ | --------------- |
| 空缺         | 明治5年2月28日  |
| 胜海舟       | 明治6年10月25日 |
| 空缺         | 明治8年4月25日  |
| 川村纯义中将 | 明治11年5月24日 |
| 榎本武扬中将 | 明治13年2月28日 |
| 川村纯义中将 | 明治14年4月7日  |

次官（海军大辅）
| 姓名             | 就任时间         |
| ---------------- | ---------------- |
| 空缺             | 明治5年2月28日   |
| 胜海舟           | 明治5年5月10日   |
| 空缺             | 明治6年10月25日  |
| 川村纯义中将     | 明治7年8月5日    |
| 空缺             | 明治11年5月24日  |
| 中牟田仓之助中将 | 明治14年6月16日  |
| 空缺             | 明治15年10月12日 |
| 桦山资纪陆军少将 | 明治16年12月13日 |

### 内阁时期
长官（海军大臣）
次官（海军次官）
- 桦山资纪中将：明治19年4月1日
- 伊藤隽吉少将：明治23年5月17日
- 齋藤實大佐：明治31年11月10日
- 齋藤實少将：明治33年5月20日
- 加藤友三郎少将：明治39年1月8日
- 财部彪少将：明治42年12月1日
- 铃木贯太郎少将：大正3年4月17日
- 栃内曽次郎中将：大正6年9月1日
- 井出谦治中将：大正9年8月16日
- 冈田启介中将：大正12年5月25日
- 安保清种中将：大正13年6月11日
- 大角岑生中将：大正14年4月15日
- 山梨胜之进中将：昭和3年12月10日
- 小林跻造中将：昭和5年6月10日
- 左近司政三中将：昭和6年12月1日
- 藤田尚德中将：昭和7年6月1日
- 长谷川清中将：昭和9年5月10日
- 山本五十六中将：昭和11年12月1日
- 住山德太郎中将：昭和14年8月30日
- 豐田貞次郎中将：昭和15年9月5日
- 澤本賴雄中将：昭和16年4月4日
- 澤本賴雄大将：昭和19年3月1日
- 冈敬纯中将：昭和19年7月18日
- 井上成美中将：昭和19年8月5日
- 多田武雄中将：昭和20年5月15日
- 三户寿中将：昭和20年11月20日